# Saison 1986-1987 de la LIH
Saison précédente Saison suivante
La Saison 1986-1987 est la quarante-deuxième saison de la ligue internationale de hockey.
Les Golden Eagles de Salt Lake remportent la Coupe Turner en battant les Lumberjacks de Muskegon en série éliminatoire.

## Saison régulière
Les Goaldiggers de Toledo cessent leurs activités avant le début de la saison après 23 années d'existence.

### Classement de la saison régulière
Pour les significations des abréviations, voir Statistiques du hockey sur glace.
| Équipe                  | PJ | V  | D  | N | DP | PTS | Bp  | Bc  |
| ----------------------- | -- | -- | -- | - | -- | --- | --- | --- |
| Lumberjacks de Muskegon | 82 | 47 | 30 | 0 | 5  | 99  | 366 | 286 |
| Generals de Saginaw     | 82 | 44 | 32 | 0 | 6  | 94  | 383 | 344 |
| Spirits de Flint        | 82 | 42 | 33 | 0 | 7  | 91  | 343 | 361 |
| Wings de Kalamazoo      | 82 | 36 | 38 | 0 | 8  | 80  | 331 | 353 |

| Équipe                     | PJ | V  | D  | N | DP | PTS | Bp  | Bc  |
| -------------------------- | -- | -- | -- | - | -- | --- | --- | --- |
| Komets de Fort Wayne       | 82 | 48 | 26 | 0 | 8  | 104 | 343 | 284 |
| Golden Eagles de Salt Lake | 82 | 39 | 31 | 0 | 12 | 90  | 360 | 357 |
| Admirals de Milwaukee      | 82 | 41 | 37 | 0 | 4  | 86  | 342 | 358 |
| Checkers d'Indianapolis    | 82 | 37 | 38 | 0 | 7  | 81  | 360 | 387 |
| Rivermen de Peoria         | 82 | 31 | 42 | 0 | 9  | 71  | 264 | 364 |

### Meilleurs pointeurs
Nota : PJ = Parties Jouées, B  = Buts, A = Aides, Pts = Points
| Joueur          | Équipe       | PJ | B  | A  | Pts |
| --------------- | ------------ | -- | -- | -- | --- |
| Jeff Pyle       | Saginaw      | 82 | 49 | 87 | 136 |
| Jock Callander  | Muskegon     | 82 | 54 | 82 | 136 |
| Ron Handy       | Indianapolis | 82 | 55 | 80 | 135 |
| Dave Michayluk  | Muskegon     | 82 | 47 | 53 | 100 |
| Jim Egerton     | Flint        | 71 | 52 | 47 | 99  |
| Bobby Francis   | Salt Lake    | 82 | 29 | 69 | 98  |
| Todd Hooey      | Salt Lake    | 82 | 47 | 48 | 95  |
| George Servinis | Indianapolis | 70 | 41 | 54 | 95  |
| Michel Mongeau  | Saginaw      | 76 | 42 | 53 | 95  |
| Bob Lakso       | Indianapolis | 79 | 39 | 55 | 94  |

## Trophée remis
Par équipe
- Coupe Turner (champion des séries éliminatoires) : Golden Eagles de Salt Lake.
- Trophée Fred-A.-Huber (champion de la saison régulière) : Komets de Fort Wayne.

Individuel
- Trophée du commissaire (meilleur entraîneur) : Wayne Thomas, Golden Eagles de Salt Lake.
- Trophée Leo-P.-Lamoureux (meilleur pointeur) : Jock Callander, Lumberjacks de Muskegon et Jeff Pyle, Generals de Saginaw.
- Trophée James-Gatschene (MVP) : Jock Callander, Lumberjacks de Muskegon et Jeff Pyle, Generals de Saginaw.
- Trophée Garry-F.-Longman (meilleur joueur recrue) : Michel Mongeau, Generals de Saginaw.
- Trophée Ken-McKenzie (meilleur recrue américaine) : Ray LeBlanc, Spirits de Flint.
- Trophée des gouverneurs (meilleur défenseur) : Jim Burton, Komets de Fort Wayne.
- Trophée James-Norris (gardien avec la plus faible moyenne de buts alloués) : Michel Dufour et Alain Raymond, Komets de Fort Wayne.